# Uran (mitologija)
Uran (grč. Οὐρανός, Ouranós) u grčkoj mitologiji primordijalni je bog neba, Gejin muž i sin. Zajedno s Gejom otac je većine ostalih bogova i Titana. Ciceron u svome djelu De natura deorum tvrdi da je bio Eterov i Hemerin potomak, a prema orfičkim himnama bio je Niktin sin. Njegov je pandan u rimskoj mitologiji Cel (lat. Caelus).

## Etimologija
Uranovo grčko ime Οὐρανός znači "nebo". Najvjerojatnije potječe od pragrčke riječi *worsanos, od ie. korijena *wers- = "vlažiti, kapati" (kiša). Robert Graves povezao je Urana s hinduističkim bogom zvanim Varuna.

## Karakteristike
Uran je bog neba, a nije shvaćan antropomorfno, osim kod kastriranja. On je samo nebo, jednostavno shvaćano kao takvo. Nakon kastriranja, drži ga Titan Atlant, kao kaznu. U mitologiji nema veću ulogu osim kod Hezioda u mitu o stvaranju svijeta.

## Mitologija

### Kastriranje Urana
Heziod u svojoj Teogoniji govori da je Uran dolazio svake noći da bi spavao s Gejom, Majkom Zemljom, ali je mrzio djecu koju mu je rodila - Titane, Hekatonhire i Kiklope. On ih je zatvorio u Tartar što je Geji uzrokovalo veliku bol. Oblikovala je kremeni srp i zatražila svoje sinove da kastriraju njezina muža, a na to je pristao Kron, najmlađi Titan. Dok je Uran sašao nad Geju da bi spavao s njom, Kron je iz zasjede skočio na nj i kastrirao ga, bacivši njegove testise u more. Od prolivene krvi rođeni su Giganti, Erinije, Melije (nimfe stabla jasena) te Telhine (stanovnike otoka Roda). Od genitalija bačenih u more rođena je Afrodita.
Kron je potom zatvorio Hekatonhire i Kiklope u Tartar. Uran i Geja tada su prorekli da će i samog Krona svrgnuti njegov sin, stoga je on to izbjegavao proždiravši svoje mlade. No, uz pomoć svoje majke Reje, Zeus je preživio i svrgnuo Krona.

### Potomstvo
- Kiklopi
  - Bront
  - Sterop
  - Arg
- Hekatonhiri
  - Briarej
  - Kot
  - Gig
- Titani
  - Kej
  - Krij
  - Kron
  - Hiperion
  - Japet
  - Mnemozina
  - Okean
  - Feba
  - Reja
  - Tetija
  - Teja
  - Temida
- Erinije
  - Alekta
  - Megera
  - Tizifona
- Giganti
  - Alkionej
  - Atos
  - Klitija
  - Enkelad
  - Ehion
  - Palant
- Melije
- Afrodita

## Vanjske poveznice
- Uran u klasičnoj literaturi i umjetnosti (engl.)
- Uran u grčkoj mitologiji (engl.)